# Girl on Fire (album)
Girl on Fire is het vijfde studioalbum van de Amerikaanse zangeres Alicia Keys. Het album werd uitgebracht op 23 november 2012 door RCA Records. De eerste single van het album heet ook Girl on Fire. Het kwam begin september uit en heeft op nummer 5 gestaan in de Top 40. Het album kwam op 30 november binnen op nummer 8 in de Nederlandse Album Top 100.

## Achtergrond
Girl on Fire is het eerste album na The Element of Freedom uit 2009. Het is ook het eerste album van Keys dat werd uitgebracht door RCA Records. Sinds 2009 is Keys getrouwd met muziekproducent Swizz Beatz. Ze heeft een zoon die te horen is in het nummer "When It's All Over". Op professioneel gebied heeft Keys in de tussentijd een Broadway-musical geproduceerd, een korte film geregisseerd en werkte ze samen met artiesten zoals Emeli Sandé en Kanye West voor hun albums.
Vlak na de verschijning van het album werd bekend dat Keys op tournee ging door Europa. Ze stond op 7 juni 2013 in de Ziggo Dome in Amsterdam.

## Tracklist
| Nr. | Titel                                            | Schrijver(s)                                                                  | Duur |
| --- | ------------------------------------------------ | ----------------------------------------------------------------------------- | ---- |
| 1.  | De Novo Adagio                                   |                                                                               | 1:19 |
| 2.  | Brand New Me                                     | Keys, Emeli Sandé                                                             | 3:53 |
| 3.  | When It's All Over                               | Keys, John Stephens & Stacy Barthe                                            | 4:34 |
| 4.  | Listen to You Heart                              | Keys, Stephens                                                                | 3:46 |
| 5.  | Brand New Day                                    | Keys, Kasseem Dean, Trevor Lawrence, Andre Brissett, Amber Streeter & Dr. Dre | 4:06 |
| 6.  | Girl on Fire (Inferno Version) (met Nicki Minaj) | Keys, Jeff Bhasker, Salaam Remi & Billy Squier                                | 4:31 |
| 7.  | Fire We Make (met Maxwell)                       | Keys, Andrew Wansel, Warren Felder & Gary Clark                               | 5:21 |
| 8.  | Tears Always Win                                 | Keys, Bhasker, Bruno Mars & Phillip Lawrence                                  | 3:59 |
| 9.  | Not Even the King                                | Keys, Sandé                                                                   | 3:07 |
| 10. | That's When I Knew                               | Keys, Kenny Edmonds & Antonio Dixon                                           | 4:05 |
| 11. | Limitedless                                      | Keys, Wansel, Felder, Streeter & Barthe                                       | 3:57 |
| 12. | One Thing                                        | Keys, James Ho & Frank Ocean                                                  | 4:09 |
| 13. | 101                                              | Keys, Sandé                                                                   | 6:28 |

## Hitnoteringen

### NederlandseAlbum Top 100
| Hitnotering: (Week 1 t/m 20) 01-12-2012 t/m 13-04-2013 Hitnotering: (Week 21 t/m 23) 08-06-2013 t/m 22-06-2013 Hitnotering: (Week 24) 31-08-2013 | Hitnotering: (Week 1 t/m 20) 01-12-2012 t/m 13-04-2013 Hitnotering: (Week 21 t/m 23) 08-06-2013 t/m 22-06-2013 Hitnotering: (Week 24) 31-08-2013 | Hitnotering: (Week 1 t/m 20) 01-12-2012 t/m 13-04-2013 Hitnotering: (Week 21 t/m 23) 08-06-2013 t/m 22-06-2013 Hitnotering: (Week 24) 31-08-2013 | Hitnotering: (Week 1 t/m 20) 01-12-2012 t/m 13-04-2013 Hitnotering: (Week 21 t/m 23) 08-06-2013 t/m 22-06-2013 Hitnotering: (Week 24) 31-08-2013 | Hitnotering: (Week 1 t/m 20) 01-12-2012 t/m 13-04-2013 Hitnotering: (Week 21 t/m 23) 08-06-2013 t/m 22-06-2013 Hitnotering: (Week 24) 31-08-2013 | Hitnotering: (Week 1 t/m 20) 01-12-2012 t/m 13-04-2013 Hitnotering: (Week 21 t/m 23) 08-06-2013 t/m 22-06-2013 Hitnotering: (Week 24) 31-08-2013 | Hitnotering: (Week 1 t/m 20) 01-12-2012 t/m 13-04-2013 Hitnotering: (Week 21 t/m 23) 08-06-2013 t/m 22-06-2013 Hitnotering: (Week 24) 31-08-2013 | Hitnotering: (Week 1 t/m 20) 01-12-2012 t/m 13-04-2013 Hitnotering: (Week 21 t/m 23) 08-06-2013 t/m 22-06-2013 Hitnotering: (Week 24) 31-08-2013 | Hitnotering: (Week 1 t/m 20) 01-12-2012 t/m 13-04-2013 Hitnotering: (Week 21 t/m 23) 08-06-2013 t/m 22-06-2013 Hitnotering: (Week 24) 31-08-2013 | Hitnotering: (Week 1 t/m 20) 01-12-2012 t/m 13-04-2013 Hitnotering: (Week 21 t/m 23) 08-06-2013 t/m 22-06-2013 Hitnotering: (Week 24) 31-08-2013 | Hitnotering: (Week 1 t/m 20) 01-12-2012 t/m 13-04-2013 Hitnotering: (Week 21 t/m 23) 08-06-2013 t/m 22-06-2013 Hitnotering: (Week 24) 31-08-2013 | Hitnotering: (Week 1 t/m 20) 01-12-2012 t/m 13-04-2013 Hitnotering: (Week 21 t/m 23) 08-06-2013 t/m 22-06-2013 Hitnotering: (Week 24) 31-08-2013 | Hitnotering: (Week 1 t/m 20) 01-12-2012 t/m 13-04-2013 Hitnotering: (Week 21 t/m 23) 08-06-2013 t/m 22-06-2013 Hitnotering: (Week 24) 31-08-2013 | Hitnotering: (Week 1 t/m 20) 01-12-2012 t/m 13-04-2013 Hitnotering: (Week 21 t/m 23) 08-06-2013 t/m 22-06-2013 Hitnotering: (Week 24) 31-08-2013 | Hitnotering: (Week 1 t/m 20) 01-12-2012 t/m 13-04-2013 Hitnotering: (Week 21 t/m 23) 08-06-2013 t/m 22-06-2013 Hitnotering: (Week 24) 31-08-2013 | Hitnotering: (Week 1 t/m 20) 01-12-2012 t/m 13-04-2013 Hitnotering: (Week 21 t/m 23) 08-06-2013 t/m 22-06-2013 Hitnotering: (Week 24) 31-08-2013 | Hitnotering: (Week 1 t/m 20) 01-12-2012 t/m 13-04-2013 Hitnotering: (Week 21 t/m 23) 08-06-2013 t/m 22-06-2013 Hitnotering: (Week 24) 31-08-2013 | Hitnotering: (Week 1 t/m 20) 01-12-2012 t/m 13-04-2013 Hitnotering: (Week 21 t/m 23) 08-06-2013 t/m 22-06-2013 Hitnotering: (Week 24) 31-08-2013 | Hitnotering: (Week 1 t/m 20) 01-12-2012 t/m 13-04-2013 Hitnotering: (Week 21 t/m 23) 08-06-2013 t/m 22-06-2013 Hitnotering: (Week 24) 31-08-2013 | Hitnotering: (Week 1 t/m 20) 01-12-2012 t/m 13-04-2013 Hitnotering: (Week 21 t/m 23) 08-06-2013 t/m 22-06-2013 Hitnotering: (Week 24) 31-08-2013 | Hitnotering: (Week 1 t/m 20) 01-12-2012 t/m 13-04-2013 Hitnotering: (Week 21 t/m 23) 08-06-2013 t/m 22-06-2013 Hitnotering: (Week 24) 31-08-2013 |
| Week: | 1 | 2 | 3 | 4 | 5 | 6 | 7 | 8 | 9 | 10 | 11 | 12 | 13 | 14 | 15 | 16 | 17 | 18 | 19 | 20 |
| --- | --- | --- | --- | --- | --- | --- | --- | --- | --- | --- | --- | --- | --- | --- | --- | --- | --- | --- | --- | --- |
| Positie: | 8 | 19 | 18 | 20 | 21 | 21 | 7 | 18 | 19 | 23 | 32 | 33 | 42 | 42 | 48 | 62 | 72 | 44 | 28 | 43 |
| Week: | | 21 | 22 | 23 | | 24 | | | | | | | | | | | | | | |
| Positie: | uit | 71 | 50 | 100 | uit | 81 | uit | | | | | | | | | | | | | |

### VlaamseUltratop 200Albums
| Hitnotering: (Week 1 t/m 33) 01-12-2012 t/m 13-07-2013 Hitnotering: (Week 34) 27-07-2012 Hitnotering: (Week 35 t/m 38) 17-08-2013 t/m 07-09-2013 Hitnotering: (Week 39) 21-09-2013 | Hitnotering: (Week 1 t/m 33) 01-12-2012 t/m 13-07-2013 Hitnotering: (Week 34) 27-07-2012 Hitnotering: (Week 35 t/m 38) 17-08-2013 t/m 07-09-2013 Hitnotering: (Week 39) 21-09-2013 | Hitnotering: (Week 1 t/m 33) 01-12-2012 t/m 13-07-2013 Hitnotering: (Week 34) 27-07-2012 Hitnotering: (Week 35 t/m 38) 17-08-2013 t/m 07-09-2013 Hitnotering: (Week 39) 21-09-2013 | Hitnotering: (Week 1 t/m 33) 01-12-2012 t/m 13-07-2013 Hitnotering: (Week 34) 27-07-2012 Hitnotering: (Week 35 t/m 38) 17-08-2013 t/m 07-09-2013 Hitnotering: (Week 39) 21-09-2013 | Hitnotering: (Week 1 t/m 33) 01-12-2012 t/m 13-07-2013 Hitnotering: (Week 34) 27-07-2012 Hitnotering: (Week 35 t/m 38) 17-08-2013 t/m 07-09-2013 Hitnotering: (Week 39) 21-09-2013 | Hitnotering: (Week 1 t/m 33) 01-12-2012 t/m 13-07-2013 Hitnotering: (Week 34) 27-07-2012 Hitnotering: (Week 35 t/m 38) 17-08-2013 t/m 07-09-2013 Hitnotering: (Week 39) 21-09-2013 | Hitnotering: (Week 1 t/m 33) 01-12-2012 t/m 13-07-2013 Hitnotering: (Week 34) 27-07-2012 Hitnotering: (Week 35 t/m 38) 17-08-2013 t/m 07-09-2013 Hitnotering: (Week 39) 21-09-2013 | Hitnotering: (Week 1 t/m 33) 01-12-2012 t/m 13-07-2013 Hitnotering: (Week 34) 27-07-2012 Hitnotering: (Week 35 t/m 38) 17-08-2013 t/m 07-09-2013 Hitnotering: (Week 39) 21-09-2013 | Hitnotering: (Week 1 t/m 33) 01-12-2012 t/m 13-07-2013 Hitnotering: (Week 34) 27-07-2012 Hitnotering: (Week 35 t/m 38) 17-08-2013 t/m 07-09-2013 Hitnotering: (Week 39) 21-09-2013 | Hitnotering: (Week 1 t/m 33) 01-12-2012 t/m 13-07-2013 Hitnotering: (Week 34) 27-07-2012 Hitnotering: (Week 35 t/m 38) 17-08-2013 t/m 07-09-2013 Hitnotering: (Week 39) 21-09-2013 | Hitnotering: (Week 1 t/m 33) 01-12-2012 t/m 13-07-2013 Hitnotering: (Week 34) 27-07-2012 Hitnotering: (Week 35 t/m 38) 17-08-2013 t/m 07-09-2013 Hitnotering: (Week 39) 21-09-2013 | Hitnotering: (Week 1 t/m 33) 01-12-2012 t/m 13-07-2013 Hitnotering: (Week 34) 27-07-2012 Hitnotering: (Week 35 t/m 38) 17-08-2013 t/m 07-09-2013 Hitnotering: (Week 39) 21-09-2013 | Hitnotering: (Week 1 t/m 33) 01-12-2012 t/m 13-07-2013 Hitnotering: (Week 34) 27-07-2012 Hitnotering: (Week 35 t/m 38) 17-08-2013 t/m 07-09-2013 Hitnotering: (Week 39) 21-09-2013 | Hitnotering: (Week 1 t/m 33) 01-12-2012 t/m 13-07-2013 Hitnotering: (Week 34) 27-07-2012 Hitnotering: (Week 35 t/m 38) 17-08-2013 t/m 07-09-2013 Hitnotering: (Week 39) 21-09-2013 | Hitnotering: (Week 1 t/m 33) 01-12-2012 t/m 13-07-2013 Hitnotering: (Week 34) 27-07-2012 Hitnotering: (Week 35 t/m 38) 17-08-2013 t/m 07-09-2013 Hitnotering: (Week 39) 21-09-2013 | Hitnotering: (Week 1 t/m 33) 01-12-2012 t/m 13-07-2013 Hitnotering: (Week 34) 27-07-2012 Hitnotering: (Week 35 t/m 38) 17-08-2013 t/m 07-09-2013 Hitnotering: (Week 39) 21-09-2013 | Hitnotering: (Week 1 t/m 33) 01-12-2012 t/m 13-07-2013 Hitnotering: (Week 34) 27-07-2012 Hitnotering: (Week 35 t/m 38) 17-08-2013 t/m 07-09-2013 Hitnotering: (Week 39) 21-09-2013 | Hitnotering: (Week 1 t/m 33) 01-12-2012 t/m 13-07-2013 Hitnotering: (Week 34) 27-07-2012 Hitnotering: (Week 35 t/m 38) 17-08-2013 t/m 07-09-2013 Hitnotering: (Week 39) 21-09-2013 | Hitnotering: (Week 1 t/m 33) 01-12-2012 t/m 13-07-2013 Hitnotering: (Week 34) 27-07-2012 Hitnotering: (Week 35 t/m 38) 17-08-2013 t/m 07-09-2013 Hitnotering: (Week 39) 21-09-2013 | Hitnotering: (Week 1 t/m 33) 01-12-2012 t/m 13-07-2013 Hitnotering: (Week 34) 27-07-2012 Hitnotering: (Week 35 t/m 38) 17-08-2013 t/m 07-09-2013 Hitnotering: (Week 39) 21-09-2013 | Hitnotering: (Week 1 t/m 33) 01-12-2012 t/m 13-07-2013 Hitnotering: (Week 34) 27-07-2012 Hitnotering: (Week 35 t/m 38) 17-08-2013 t/m 07-09-2013 Hitnotering: (Week 39) 21-09-2013 |
| Week: | 1 | 2 | 3 | 4 | 5 | 6 | 7 | 8 | 9 | 10 | 11 | 12 | 13 | 14 | 15 | 16 | 17 | 18 | 19 | 20 |
| --- | --- | --- | --- | --- | --- | --- | --- | --- | --- | --- | --- | --- | --- | --- | --- | --- | --- | --- | --- | --- |
| Positie: | 22 | 11 | 22 | 34 | 32 | 30 | 29 | 13 | 21 | 26 | 26 | 30 | 39 | 49 | 55 | 80 | 98 | 111 | 160 | 181 |
| Week: | 21 | 22 | 23 | 24 | 25 | 26 | 27 | 28 | 29 | 30 | 31 | 32 | 33 | | 34 | | 35 | 36 | 37 | 38 |
| Positie: | 84 | 117 | 120 | 129 | 108 | 119 | 105 | 143 | 44 | 38 | 130 | 112 | 122 | uit | 106 | uit | 155 | 157 | 149 | 157 |
| Week: | | 39 | | | | | | | | | | | | | | | | | | |
| Positie: | uit | 192 | uit | | | | | | | | | | | | | | | | | |